# L'Espill (revista)
L'Espill fue una revista fundada en 1979 por Joan Fuster tomando el nombre del libro Espill, de Jaume Roig, y que dejó de publicarse en 1991 (poco antes de la muerte del ensayista). Aun así, en 1999 la Universidad de Valencia la relanzó y actualmente, bajo la dirección de Gustau Muñoz y Pau Viciano, es una revista dedicada al ensayo, la filosofía y, en general, las ciencias sociales.